# 波庫季涅
48°38′11″N 28°15′42″E / 48.63639°N 28.26167°E
波庫季涅（烏克蘭語：Покутине），是烏克蘭的村落，位於該國西南部文尼察州，由日梅林卡區負責管轄，始建於1710年，面積17.62平方公里，海拔高度202米，2001年人口760，人口密度每平方公里43.13人。